# Derecho de abolorio
El derecho de abolorio o derecho de la saca es un derecho civil foral típicamente aragonés. Solamente en el derecho foral navarro subsiste una institución análoga. El derecho de abolorio (palabra que etimológicamente deriva de "abuelo") o de la saca permite ejercer el retracto de abolorio a los parientes colaterales del vendedor o disponente hasta el cuarto grado –primos hermanos- en toda venta o dación en pago a un extraño o pariente más allá del cuarto grado, sobre inmuebles –bienes de abolorio- que hayan permanecido en la familia durante las dos generaciones anteriores.
Esto quiere decir que en Aragón siempre es conveniente examinar el título de adquisición del vendedor cuando se va comprar una finca rústica. Y se debe hacer esto porque si el vendedor tiene la propiedad de la finca por herencia, esta finca puede estar sujeta al derecho de abolorio o de la saca. Este retracto de abolorio tiene prioridad legal sobre cualquier otro derecho de adquisición preferente sobre la finca y su ejercicio prohíbe vender el bien sobre el que se ha ejercido, durante cinco años a no ser que le adquirente venga a peor fortuna.
Para evitar el retracto quien quiera vender o disponer de esos bienes debe ofrecer la venta o dación fehacientemente a los parientes con ese derecho, haciendo constar el precio y demás condiciones esenciales. Estos tendrán un plazo de treinta días para entregar o consignar el precio ofrecido. El caso de que no se haya producido esa previa notificación el plazo será de noventa días a partir de que, quienes se consideren con derecho, tengan conocimiento de la enajenación del bien de abolorio.
En todo caso el derecho de abolorio caduca a los dos años de la enajenación.
Por último hay que subrayar la facultad de los tribunales de moderar equitativamente el ejercicio de ese derecho, facultad que en la doctrina del Tribunal Supremo (STS 2/4/1985) ha de ser ejercida en el sentido de interpretar restrictivamente este derecho de abolorio.